# 無伴奏
無伴奏（むばんそう）とは、伴奏を伴わないこと、またはそのような楽曲を指す用語。通常は、伴奏を伴い演奏される単音楽器・声楽が、特に伴奏を伴わないことを指し、区別するために用いる。主として西洋音楽で用いられる。
- 主として、弦楽器の中のヴィオール属（ヴィオラ・ダ・ガンバなど）およびヴァイオリン属（ヴァイオリン、チェロなど）や、管楽器、声楽に用いられる[3]。
- ピアノ、オルガンなどの鍵盤楽器や、ハープ、ギターなどの一部の弦楽器については、独奏であっても「無伴奏」という言葉はほとんど用いられない[4]。和音を奏でることが容易なこれらの楽器は、通常は伴奏を必要としないからである。

## 主な無伴奏作品

### ヴァイオリン
無伴奏ヴァイオリン曲、無伴奏ヴァイオリンソナタも参照。
- テレマン - 無伴奏ヴァイオリンのための12の幻想曲 TWV 40:14～25
- J.S. バッハ - 無伴奏ヴァイオリンのためのソナタとパルティータ BWV 1001～6（ソナタ3曲とパルティータからなる）
- パガニーニ - 24の奇想曲 作品1
- イザイ -無伴奏ヴァイオリンソナタ 作品27（全6曲）
- クライスラー - レチタティーヴォとスケルツォ・カプリース 作品6
- バルトーク - 無伴奏ヴァイオリンソナタ Sz. 117, BB 124
- プロコフィエフ - 無伴奏ヴァイオリンソナタ ニ長調 作品115（本来はヴァイオリン斉奏（ユニゾン）のための作品）
- ハチャトゥリアン - ソナタ・モノローグ

### ヴィオラ
ヴィオラ・ソナタ#無伴奏ヴィオラ・ソナタも参照。
- カンパニョーリ - 41のカプリス 作品22
- レーガー - 無伴奏ヴィオラ組曲（第1～3番）
- ストラヴィンスキー - エレジー CC 96
- ヒンデミット - 無伴奏ヴィオラソナタ（全4曲：作品11-5〔1919年〕、作品25-1〔1922年〕、作品31-4〔1923年〕、作品番号なし〔1937年〕）
- ハチャトゥリアン - ソナタ・ペスニャ
- リリアン・フックス - 16の幻想的練習曲

### チェロ
無伴奏チェロ曲も参照。
- D. ガブリエリ - リチェルカーレ（第1～7番）
- J.S. バッハ - 無伴奏チェロ組曲（第1～6番）BWV 1007～12
- コダーイ - 無伴奏チェロソナタ 作品8
- カサド - 無伴奏チェロ組曲
- ブリテン - 無伴奏チェロ組曲（第1～3番 作品72、80、87）
- ハチャトゥリアン - ソナタ・ファンタジア
- シュニトケ　- 「響く文字」
- リゲティ - 無伴奏チェロソナタ

### ヴィオール（ヴィオラ・ダ・ガンバ）
- テレマン - 無伴奏ヴィオールのための12の幻想曲 TWV 40:26～37

### フルート
フルートで演奏される曲目#無伴奏独奏曲も参照。
- テレマン - 無伴奏フルートのための12の幻想曲 TWV 40:2～13
- J.S・バッハ - 無伴奏フルートのためのパルティータ イ短調 BWV 1013
- ドビュッシー - シランクス  L. 129
- オネゲル - 牝山羊の踊り
- ヴァレーズ - 密度21.5
- ベリオ - セクエンツァ I
- リーバーマン - ソリロキー（独白）
- 武満徹 - エア

### オーボエ
オーボエ#無伴奏の独奏曲も参照。
- ブリテン - オヴィディウスによる6つのメタモルフォーゼ 作品49

### クラリネット
無伴奏ソロ曲も参照。
- ストラヴィンスキー - 3つの小品 CC 48
- メシアン - 鳥たちの深遠（「世の終わりのための四重奏曲」より）

### 独唱
- ケージ - アリア
- ベリオ - セクエンツァIII

### 合唱
無伴奏合唱曲はたくさんあるため、ここでは古典派以降の混声合唱曲に限定する。なお、バロック以前の作品については無伴奏で演奏可能なものも、歌う際にしばしば楽器を加えることがある。例えば、J・S・バッハのモテット「主に向かいて歌え、新しき歌を BWV.225」は通奏低音つきで歌われることが多いが、松原千振・山田茂・岡部申之『合唱名曲ガイド110――ア・カペラによる混声合唱』（音楽之友社）にも収録されている。
女声合唱曲、児童合唱曲、男声合唱曲については各項目の「主な合唱曲」を参照。
- モーツァルト - アンティフォナ『まず神の国を求めよ』K. 86
- メンデルスゾーン - 野に歌う（第1～3集 作品41、48、59）
- シューマン - ロマンスとバラード（第1～4集 作品67、75、145、146。ただし第4集にはフルート、ホルンを伴う曲が1曲含まれている。）
- ヴェルディ - われらの父よ
- ブルックナー - アヴェ・マリア ヘ長調 WAB 6
- ブラームス - 3つのモテット 作品110
- サン＝サーンス - 2つの合唱曲 作品68
- チャイコフスキー - 聖金口イオアン聖体礼儀 作品41
- ドヴォルザーク - 4つの合唱曲 作品29
- グリーグ - 4つの詩篇 作品74
- ドビュッシー - シャルル・ドルレアンの3つの歌  L. 92
- リヒャルト・シュトラウス - 2つの歌 作品34
- ヴォーン・ウィリアムズ - シェイクスピアの3つの歌
- ラフマニノフ - 徹夜祷 作品37
- シェーンベルク - 地上の平和 作品13
- ラヴェル - 3つの歌  M. 69
- バルトーク - 4つのハンガリー民謡 Sz. 93, BB 99
- ストラヴィンスキー - アヴェ・マリア CC 78
- コダーイ - マートラの風景 K. 73
- プーランク - カンタータ『人間の顔』FP 120
- ショスタコーヴィチ - 10の詩曲 作品88
- ブリテン - 聖セシリア讃歌 作品27
- リゲティ - ルクス・エテルナ
- 佐藤賢太郎 - Missa Pro Pace